# Limeira
Limeira es un municipio brasileño ubicado en la parte oriental del estado de São Paulo. Con una población de aproximadamente 341.053 personas (estimación de 2021) y cubriendo un área de 581 kilómetros cuadrados, se encuentra a una altitud de 588 metros. La ciudad está situada a 154 kilómetros de São Paulo, la capital del estado, y a 1.011 kilómetros de Brasilia, la capital de Brasil. Limeira cuenta con fácil acceso desde São Paulo por medio de las autopistas Rodovia Anhanguera, y Rodovia dos Bandeirantes.
Históricamente, Limeira fue un importante centro de cultivo de café y desempeñó un papel estratégico en la industria. También se ganó el apodo de "capital brasileña de las naranjas" debido a su extensa producción de frutas cítricas. Sin embargo, el enfoque agrícola principal en la ciudad ha cambiado ahora al cultivo de caña de azúcar. Limeira es ampliamente reconocida a nivel internacional como el epicentro brasileño de la joyería enchapada, gracias a su floreciente industria en este campo.
Además de los templos, casonas, palacios y casonas del siglo XIX, Limeira cuenta con importantes haciendas históricas que actualmente impulsan el turismo rural y ecológico en la ciudad. La ciudad de Limeira es atravesada por el tramo final de la Rodovia dos Bandeirantes, considerada una de las mejores del país, que conecta la ciudad de São Paulo con la vecina ciudad de Cordeirópolis. En Limeira comienza la carretera Washington Luís, que llega hasta la región de São José do Rio Preto. La Carretera Anhanguera también pasa por la ciudad y termina en Uberaba.
En el año 2020, el Producto Interno Bruto (PIB) de Limeira ascendió a R$ 13,7 mil millones, lo que posicionó a la ciudad en el puesto 31 del ranking del estado de São Paulo.

## Historia
La historia del municipio de Limeira se remonta a la explotación económica del estado de São Paulo en el siglo XIX. La fundación de Limeira tuvo lugar en tierras despejadas a lo largo del camino conocido como "Picadão de Cuiabá", una ruta histórica importante que desempeñó un papel crucial en el comercio y el suministro de recursos a las minas de Mato Grosso.
Según la leyenda, en 1781, una caravana que se dirigía a la región salvaje de Araraquara hizo una parada en Limeira y acampó cerca de un arroyo llamado Córrego do Bexiga, que ahora es el lugar del Mercado Modelo. Entre los miembros de la caravana se encontraba un fraile franciscano llamado João das Mercês, que llevaba consigo una variedad de naranjas llamadas "picuá de limas", que se creía que tenían propiedades curativas contra la fiebre. Sin embargo, esa noche el fraile enfermó y atribuyó su enfermedad a las limas, sospechando que habían sido envenenadas. Falleció durante la noche y al día siguiente fue enterrado en el mismo lugar junto con sus limas de Picuá de Lima intactas que nadie se atrevió a consumir debido al riesgo percibido de envenenamiento. Según la leyenda, un árbol de lima brotó de las semillas de esas limas. Con el paso de los años, el lugar conocido originalmente como Rancho do Morro Azul (Rancho de la Colina Azul) pasó a llamarse Rancho de Limeira (Rancho del Árbol de Lima).
El desarrollo de la villa de Limeira comenzó con la instalación de molinos y la llegada de propietarios de esclavos y esclavos. Los ocupantes ilegales que se habían establecido en el área fueron posteriormente expulsados. Según el censo de 1822, la población de la Villa de Piracicaba, incluyendo las regiones de Morro Azul y Tatuibi (ambas parte de Limeira), estaba compuesta por 951 personas libres y 546 esclavos.
La infraestructura vial que conectaba Limeira con la capital era inadecuada, lo que llevó a Nicolau Pereira de Campos Vergueiro a liderar un grupo de agricultores, entre ellos Manuel Bento de Barros y José Ferraz de Campos, para solicitar la construcción de una nueva carretera. Su objetivo era facilitar el transporte de mercancías desde los molinos de la región de Piracicaba y Limeira.
Tras la finalización de la nueva carretera en 1826 y la posterior formalización del proyecto de asentamiento conocido como Freguesia de Nossa Senhora das Dores do Tatuibi en 1830, el municipio de Limeira tomó forma. El próspero comercio y el floreciente desarrollo a lo largo de esta carretera fueron fundamentales para sentar las bases de la ciudad.
En 1842, Limeira fue elevada al estatus de villa. Dos años después, en 1844, se estableció el ayuntamiento de la ciudad con Manuel José de Carvalho como su primer presidente. En 1842, la villa de Limeira fue elevada al estatus de ciudad y finalmente alcanzó el estatus de ciudad el 18 de abril de 1863. El aniversario oficial de la ciudad se celebra el 15 de septiembre y se considera que fue fundada en 1826.
Limeira tiene una importancia histórica como una de las primeras ciudades en Brasil en adoptar la inmigración europea patrocinada por particulares. En 1840, Nicolau Pereira de Campos Vergueiro, propietario del Ingenio Ibicaba, introdujo un sistema de asociación al traer a ochenta personas portuguesas para trabajar en sus tierras. Esta iniciativa buscaba reemplazar el trabajo esclavo con trabajadores europeos libres que recibirían ciertos beneficios. Inmigrantes alemanes también se unieron a la fuerza laboral de Ibicaba en 1846, contribuyendo aún más a la transición lejos del trabajo esclavo.
La hacienda Ibicaba (Fazenda Ibicaba), reconocida en su época como uno de los mayores productores de café en Brasil, ha dejado su huella tanto en la literatura como en la historia. En la novela histórica de la escritora suiza Eveline Hasler, somos transportados al fascinante mundo de los colonos suizos y su experiencia de colonización en Ibicaba. A partir de 1996, la propiedad ha incursionado en el turismo, atrayendo a un gran número de visitantes nacionales e internacionales. No obstante, sus ingresos principales provienen de la agricultura de caña de azúcar, ya que sus tierras están arrendadas a la Usina Iracema.
En la actualidad, la hacienda Ibicaba se destaca por su importancia histórica y su impresionante arquitectura. Entre sus estructuras emblemáticas se encuentran la casa principal, los cuartos de esclavos, las terrazas y las represas, que enriquecen la colección de haciendas históricas de la región.

## Geografía
Limeira es una ciudad ubicada en la Región Administrativa de Campinas, en Brasil. Se encuentra a una altitud de 588 metros sobre el nivel del mar y está situada a una latitud de 22°33'53" sur y a una longitud de 47°24'06" oeste.
La ciudad forma parte de la microrregión de Limeira, que incluye ocho municipios: Araras, Leme, Limeira, Pirassununga, Cordeirópolis, Conchal, Santa Cruz da Conceição e Iracemápolis.
Limeira se destaca por su ubicación estratégica en importantes redes viales y ferroviarias que conectan São Paulo con Minas Gerais y la región central de Brasil. También se encuentra cerca de la Vía Navegable Tietê-Paraná, que facilita el transporte de mercancías hacia los estados del sur de Brasil y los países del Mercosur.
La topografía de Limeira se caracteriza por elevaciones que van desde los 500 hasta los 800 metros. En la región destaca el Morro Azul, con una elevación de 831 metros sobre el nivel del mar, que sirve como referencia para los viajeros.

### Clima
El clima en Limeira se clasifica como tropical de altura con inviernos secos (Cwa), presentando una temperatura media anual cercana a los 22 °C. Se ha registrado una temperatura máxima récord de 39,4 °C el 30 de septiembre de 2020, y una temperatura mínima absoluta de -3,2 °C el 20 de julio de 2021. La precipitación media anual oscila entre 1100 y 1400 mm.

## Economía

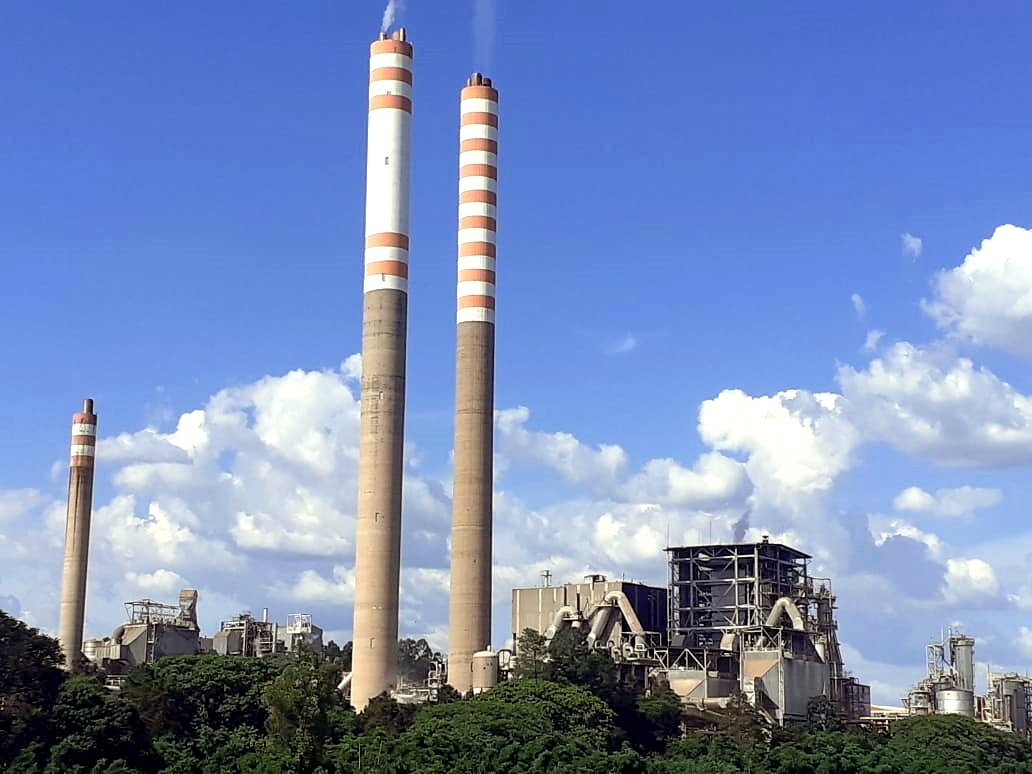
Una planta de instalación de Suzano - papel y celulosa, en Limeira.

El comercio en el municipio comenzó a partir del desarrollo agrícola de las tierras de la región, con el cultivo de caña de azúcar a finales del siglo XVIII. En 1828, Limeira, a través de la hacienda Ibicaba, se convirtió en el principal centro cafetalero del país. Sin embargo, con la expansión de la producción en años posteriores, otras ciudades de la región tomaron mayor protagonismo en el sector. Debido a la crisis de 1929, la caficultura experimentó un fuerte declive y la citricultura comenzó a prosperar, lo que llevó a que la ciudad fuera conocida a partir de la década de 1960 como la Capital de la Naranja. En la actualidad, la industria de la caña de azúcar prevalece en Limeira, seguida del cultivo de hortalizas y verduras, incluyendo el cultivo y comercio de plantas.
Destaca también en el municipio el sector de joyería con chapado de oro, que representa casi la mitad de la producción en este rubro en Brasil y se exporta a diversos lugares del mundo. Actualmente, la ciudad es reconocida como el principal polo de semijoys de América, con cientos de tiendas de fábrica.
Según datos de 2014, Limeira cuenta con aproximadamente 11,600 empresas activas en diversos sectores, distribuidas en unos 12,000 establecimientos locales. Se estima que esto genere empleo asalariado para alrededor de 86,000 personas.

## Servicios

### Salud
Limeira cuenta con cinco instituciones hospitalarias. Dos de estas instituciones son filantrópicas y también son administradas por el servicio público brasileño, como la Sociedade Operária Humanitária y la Santa Casa de Misericórdia, a través del sistema de salud pública - SUS, brindando atención a pacientes en un radio de 92 ciudades del estado de São Paulo y el sur de Minas Gerais. Los otros tres hospitales son de carácter privado: Hospital Unimed, Hospital Medical y Hospital Dia (anteriormente conocido como Beneficência Limeirense). Destaca la Santa Casa, que ofrece atención en las principales especialidades de la ciudad a través del sistema de salud pública - SUS. Además, Limeira cuenta con varias Unidades Básicas de Salud que atienden a los barrios de la ciudad y al resto del municipio.

### Servicios gubernamentales
Limeira cuenta con varias unidades del Poupatempo, una situada en Pátio Office, adjunta al Shopping Pátio Limeira, y otra también en el Shopping Nações. Estas unidades brindan servicios sociales en general, como la emisión de cédula de identidad, certificado de antecedentes penales, expedición de la libreta de trabajo, emisión de la licencia de conducir, tramitación de licencia vehicular, entre otros.

## Educación
La ciudad cuenta con 30 escuelas públicas administradas por el gobierno estatal, y una red de escuelas municipales que en total atienden a más de 17 mil estudiantes. Además de eso, hay aproximadamente 46 escuelas privadas que funcionan a través de pagos de matrícula. En relación con las universidades, Limeira cuenta con 2 campus de la Universidad Estatal de Campinas (Unicamp), ambos enfocados en programas de grado en el campo de la tecnología. Son instituciones de educación superior privadas ubicadas en Limeira y ofrecen programas técnicos y de formación profesional, como la Faculdade de Administração e Artes de Limeira (FAAL), la Faculdade Comunitária Anhanguera Educacional (FAC), las Faculdades Integradas Einstein de Limeira (FIEL), el Instituto Superior de Ciencias Aplicadas (ISCA) y Universidade Paulista (UNIP).
En Limeira, el SENAC (Serviço Nacional de Aprendizagem Comercial), y el Centro Estadual de Educação Tecnológica Paula Souza, son instituciones educativas reconocidas que ofrecen una amplia variedad de cursos en diferentes áreas. El SENAC se destaca por sus cursos en Administración y Negocios, Seguridad Ocupacional, Bienestar, Informática, Comunicación y Diseño, con opciones tanto de pago como gratuitas. Ambas instituciones brindan oportunidades educativas en Limeira, adaptándose a las necesidades y preferencias de los estudiantes.

## Transporte

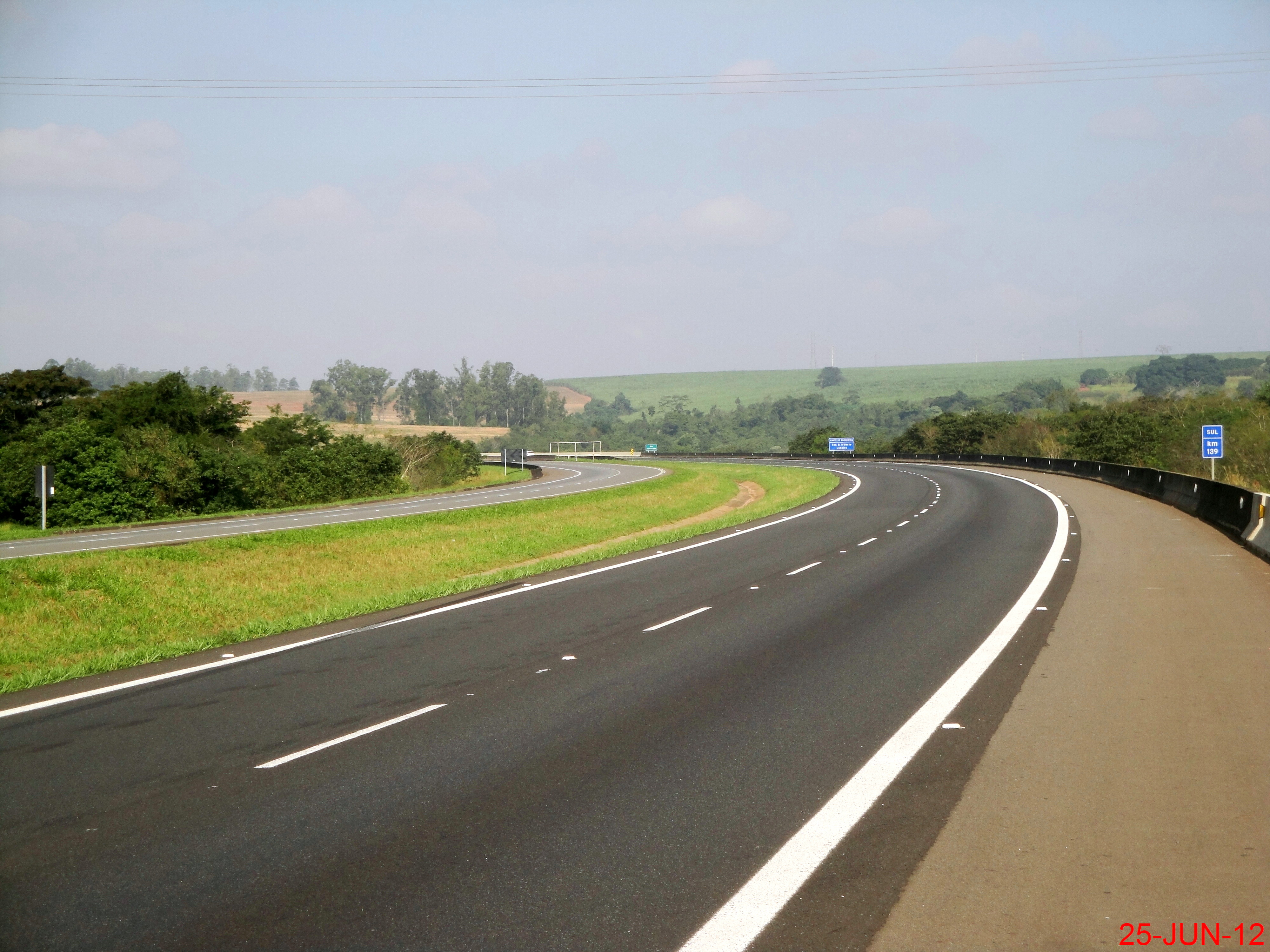
SP-348 en el perímetro de Limeira.

#### Automotor
Limeira se encuentra en una intersección de tres importantes carreteras brasileñas: 
- Rodovia Anhanguera (SP-330)
- Rodovia Washington Luís (SP-310)
- Rodovia dos Bandeirantes (SP-348)

Además, existen otras carreteras importantes que atraviesan la ciudad, como la Rodovia Limeira-Mogi Mirim, Limeira-Piracicaba (SP-147), Rodovia Limeira-Iracemápolis (SP-151), Rodovia Limeira-Cosmópolis (SP-133), Rodovia Santa Bárbara-Iracemápolis (SP-306), Rodovia Limeira-Artur Nogueira, y la Rodovia Americana-Limeira-Cordeirópolis (SP-017).

#### Ferroviario
Limeira también está ubicada junto a una antigua línea principal de la Companhia Paulista de Estradas de Ferro, que forma parte del ramal Colômbia - Barretos - Limeira - Jundiaí. El 16 de abril de 2001, se realizó el último viaje de tren de pasajeros en la ciudad y desde entonces solo hay tráfico de trenes de carga.

#### Aéreo
Limeira dispone de un aeropuerto ubicado a unos 4 km del centro de la ciudad. El aeropuerto de Limeira cuenta con una pista de 875 metros de longitud y ofrece hangares privados y de uso ejecutivo. Además, en el antiguo Aeroclube de la ciudad se encuentra un aeródromo. Este aeropuerto se utiliza principalmente para aviones de pequeño y mediano tamaño, así como para la enseñanza de vuelo deportivo. Las coordenadas correspondientes son: SDYM - Limeira 223614S/0472443W.

#### Urbano
El transporte interurbano de la ciudad cuenta con alrededor de 25 líneas que atienden aproximadamente a 2 millones de personas según datos de 2005. Limeira dispone de una terminal de autobuses inaugurada en 1982, que ofrece una variedad de destinos a través de líneas de autobús intermunicipales e interestatales, operadas por 21 empresas, con un promedio de 47 mil pasajeros al mes.

## Deportes
En Limeira hay dos estadios de fútbol: el Estadio Major José Levy Sobrinho (Limeirão), con una capacidad de 18 mil personas, y el Estadio Comendador Agostinho Prada (Pradão), con capacidad para 13.500 personas. Ambos estadios son utilizados por los equipos de fútbol de la ciudad. La Associação Atlética Internacional (Inter de Limeira) juega sus partidos en el Limeirão, mientras que el Independente Futebol Clube (Galo de Limeira) utiliza el Pradão como su estadio principal.
Los gimnasios más importantes de Limeira son el Gimnasio Vô Lucato, y el Ginásio Esporte Domingos Felice, en diversos barrios de la ciudad existen gimnasios más pequeños que están disponibles para la comunidad.
Limeira también cuenta con el Kartódromo João Batista Brum, que dispone de una pista de 1.200 metros de longitud y 8 metros de ancho, así como 27 boxes cubiertos. En 2006 se realizaron mejoras en el asfalto para garantizar una mayor durabilidad y ha sido utilizado por destacados pilotos como Rubens Barrichello, Christian Fittipaldi, Tony Kanaan y Hélio Castroneves. El kartódromo cuenta con un trazado considerado uno de los más selectivos de Brasil.

## Religión
El Cristianismo está presente en la ciudad de la siguiente manera:

### Iglesia Católica
La iglesia católica del municipio forma parte de la Diócesis de Limeira.

### Iglesia Protestante
En la ciudad están presentes las más diversas creencias evangélicas, principalmente pentecostales, incluidas las Asambleas de Dios de Brasil (la iglesia evangélica más grande del país), Congregación Cristiana, entre otras. Estas denominaciones están creciendo cada vez más en todo Brasil.

## Hermaniamentos
- Saga, Kyushu – Japan
- Ganzhou, Jiangxi – China